# Höktjärnen (Åsele socken, Lappland, 711103-155364)
Höktjärnen är en sjö i Åsele kommun i Lappland och ingår i Ångermanälvens huvudavrinningsområde.